# Eneodes
Eneodes es un género de escarabajos longicornios de la tribu Acanthocinini.

## Especies
- Eneodes hirsuta Fisher, 1926
- Eneodes viridulus Fisher, 1942